# Fernando Grande-Marlaska
Fernando Grande-Marlaska Gómez (Bilbao, 26 luglio 1962) è un giurista, magistrato e politico spagnolo di origine basca, ministro dell'interno nei governi Sánchez I, II e III.

## Biografia
Ha avuto una carriera come magistrato, con incarichi presso i tribunali di prima istanza e presso l'Audiencia Nacional.
È apertamente omosessuale ed è stato per lungo tempo attivista contro le forme di bullismo omofobo. Nel 2015 ha sposato il marito Gorka Gómez, con cui intrattiene una relazione sentimentale da lungo tempo.